# Cicindela chinensis
Cicindela chinensis, comúnmente conocida como cicindela china o escarabajo tigre chino, es una especie de escarabajo del género Cicindela originaria de Asia. El escarabajo tigre se relaciona de manera cercana a la familia del escarabajo de tierra (Carabidae), incluyendo su estructura y la nervadura de sus alas.
La especie fue descrita por el entomólogo sueco Charles de Géer en 1774 con el nombre de Cicindela chinensis; el nombre completo es Cicindela (Sophiodela) chinensis.

## Características
C. chinensis son feroces, voraces, carnívoros y con las características que le permiten acechar y cazar su presa. Prefieren los lugares cálidos y arenosos y en los días de calor sofocante son muy activos. Son insectos voladores, con piernas largas y delgadas y tarsos alargados y delgados que les permiten correr a alta velocidad. Cuando se les amenaza, levantan el vuelo casi tan rápido como las moscas. les ayuda dos respuestas visuales distintas, uno tipo salto depredador y uno de retirada evasiva hacia su madriguera.
Tienen un sistema visual agudo, que consta de seis ocelos laterales (dos grandes, dos medianos y dos pequeños) a cada lado de la cabeza y una masa de neuropilo subyacente.
C. chinensis cuenta con gruesas mandíbulas con puntas afiladas y una hilera de dientes puntiagudos en la superficie superior. Las larvas del escarabajo tigre, al igual que los adultos, son carnívoras y capturan sus presas con una emboscada característica. Las larvas excavan una madriguera vertical y acechan a sus víctimas con la cabeza y el tórax ocupando la entrada del hoyo. Cuando otro insecto se acerca, lo atrapan, arrastran al interior de la madriguera y lo devoran. Las larvas están firmemente ancladas a tierra por sus patas y un par de ganchos en la parte superior del quinto segmento abdominal que les permite dominar a insectos más grandes y poderosos.

## Subespecies
- Cicindela chinensis
  - Cicindela chinensis japonica - Escarabajo tigre japonés
  - Cicindela chinensis flammifera